# Riverside (Metro de Boston)
Riverside  es una estación en el Ramal D de la línea Verde del Metro de Boston. La estación se encuentra localizada en 333 Grove Street cerca de la Ruta 128/I-95 en Newton, Massachusetts. La estación Riverside fue inaugurada el 4 de julio de 1959. La Autoridad de Transporte de la Bahía de Massachusetts es la encargada por el mantenimiento y administración de la estación. 

## Descripción
La estación Riverside cuenta con 2 plataformas laterales y 2 vías. La estación también cuenta con 925 de espacios de aparcamiento.

## Conexiones
La estación es abastecida por las siguientes conexiones: 
- Rutas de autobuses: 500, 555 y 558